# Département Forêts

Landkarte der Départements in der heutigen Benelux-Region

Das Département des Forêts (deutsch Departement der Wälder) war der Name eines Départements im historischen Frankreich. Es entstand 1795 nach der Annexion des Gebietes durch die Französische Republik und bestand im ersten französischen Kaiserreich Napoléons I. weiter.
Vor der Besetzung durch Frankreich war das Gebiet Teil des Herzogtums Luxemburg (Österreichische Niederlande) und des Herzogtums Bouillon.
Das Gebiet umfasste Teile des heutigen Belgiens, Luxemburgs und Deutschlands. Die Hauptstadt des Departements war Luxemburg. Der Name stammt von den Wäldern der Ardennen.
Nach dem Sieg über Napoléon wurde das Departement zunächst unter die provisorische Verwaltung des Generalgouvernements Mittelrhein (März bis Juni 1814), danach des Generalgouvernements Nieder- und Mittelrhein gestellt. Aufgrund der Beschlüsse auf dem Wiener Kongress (1815) wurde das Gebiet auf das Vereinigte Königreich der Niederlande und das Königreich Preußen aufgeteilt.

## Verwaltungsgliederung
Das Departement war in vier Arrondissements, 27 Kantone und 383 Gemeinden unterteilt:
- Arrondissement Luxemburg (Luxembourg), Kantone: Arlon, Bettemburg, Betzdorf, Grevenmacher, Luxemburg, Mersch, Messancy und Remich (Arlon und Messancy gehören heute zu Belgien, die anderen zu Luxemburg).
- Arrondissement Bitburg (Bitbourg), Kantone Arzfeld, Bitburg, Dudeldorf, Echternach und Neuerburg (der westliche Teil des Kantons Echternach gehört heute zu Luxemburg, der östliche und die anderen Kantone zu Deutschland).
- Arrondissement Diekirch, Kantone: Clervaux, Diekirch, Ospern, Vianden und Wiltz (gehören heute alle zu Luxemburg, Teile des Kantons Vianden zu Deutschland)
- Arrondissement Neufchâteau, Kantone: Bastogne, Étalle, Fauvillers, Florenville, Houffalize, Neufchâteau, Paliseul, Sibrét und Virton (gehören heute alle zu Belgien).

Während der provisorischen Verwaltung wurden die Arrondissements in „Kreise“ bzw. „Cercles“ umbenannt.